# Natiédougou
Natiédougou est une commune rurale située dans le département de Guiaro de la province du Nahouri dans la région du Centre-Sud au Burkina Faso.

## Géographie
Isolé dans le département, Natiédougou est situé à environ 27 km au sud-ouest de Guiaro.

## Santé et éducation
Le centre de soins le plus proche de Natiédougou est le centre de santé et de promotion sociale (CSPS) de Boala.